# شورای امنیت ملی اسرائیل
شورای امنیت ملی اسرائیل (انگلیسی: National Security Council) نهاد مرکزی اسرائیل برای هماهنگی، ادغام، تجزیه و تحلیل و نظارت در حوزه امنیت ملی است و مجمع کارکنان امنیت ملی برای نخست‌وزیر و دولت اسرائیل محسوب می‌شود. با این حال، تصمیمات امنیت ملی که معمولاً توسط شوراهای امنیت ملی در کشورهای دیگر گرفته می‌شود، توسط کابینه امنیتی اتخاذ می‌شود. این شورا اختیارات خود را از دولت می‌گیرد و طبق دستورالعمل‌های نخست وزیر عمل می‌کند.
شورای امنیت ملی در سال ۱۹۹۹ توسط دفتر نخست وزیر بنیامین نتانیاهو پس از قطعنامه ۴۸۸۹ دولت، در چارچوب درس گرفتن از جنگ یوم کیپور تأسیس شد و نخستین مشاور امنیت ملی اسرائیل داوید ایفری بود. مسئولیت‌های آن از ژوئیه ۲۰۰۸، تا حدودی به عنوان پاسخی به جنگ دوم لبنان، در قانون گنجانده شد.

## مشاور امنیت ملی
- داوید ایفری ۱۹۹۹–۲۰۰۰
- گیدئون شیفر (سرپرست) ۲۰۰۰
- اوزی دایان ۲۰۰۰–۲۰۰۲
- افراییم هالوی ۲۰۰۲–۲۰۰۳
- اسرائیل مایکلی ۲۰۰۳–۲۰۰۴
- گیورا ایلند ۲۰۰۴–۲۰۰۶
- ایلان میزراهی ۲۰۰۶–۲۰۰۷
- دانی آردیتی (سرپرست) ۲۰۰۷–۲۰۰۹
- عوزی آراد ۲۰۰۹–۲۰۱۱
- یاکوف آمیدرور ۲۰۱۱–۲۰۱۳
- یوسی کوهن ۲۰۱۳–۲۰۱۶
- یاکوف ناگل (سرپرست) ۲۰۱۶–۲۰۱۷
- ایتان بن-داوید ۲۰۱۷
- مئیر بن-شبات ۲۰۱۷–۲۰۲۱
- ایال هولاتا ۲۰۲۱–۲۰۲۳
- تزاچی هانگبی ۲۰۲۳–تاکنون[۲]

## نقش‌ها
شورای امنیت ملی، مجمع کارکنان نخست‌وزیر و دولت در حوزه امنیت ملی است. نقش‌های شورای امنیت ملی، همانطور که در قطعنامه دولت تصریح شده است، به شرح زیر است:
- برگزاری مجامع ارشد شورا برای نخست‌وزیر و دولت در مورد مسائل امنیت ملی.
- هماهنگی ارزیابی‌های یکپارچه از فرآیندها و روندها در تمام جنبه‌های امنیت ملی.
- هدایت عملیات یکپارچه کارکنان بین دفاتر و مقامات مرتبط با امنیت ملی به منظور افزایش هماهنگی و یکپارچگی بین آنها.
- آماده‌سازی برای مشورت‌های دولت، کمیته وزارتی امنیت ملی و نخست‌وزیر.
- ارائه مشاوره به دولت در مورد سیاست‌های مربوط به امنیت ملی.
- برنامه‌ریزی، بر اساس چشم‌انداز بلندمدت، اجزای امنیت ملی، با کمک نهادهای برنامه‌ریزی موجود در دفاتر و سازمان‌های دولتی مرتبط با امنیت ملی.
- پیگیری و ارائه به‌روزرسانی‌ها در مورد فعالیت‌ها و اجرای قطعنامه‌های مربوط به امنیت ملی.
- حفظ هماهنگی و همکاری با مقامات موازی امنیت ملی در کشورهای منتخب.

از جمله وظایف این شورا می‌توان به موارد زیر اشاره کرد: مشاوره استراتژیک به نخست‌وزیر، ارائه توصیه‌های امنیتی به دولت، هدایت و هماهنگی مشترک بازوهای امنیتی و همچنین بازرسی و نظارت بر تصمیم‌گیری‌های مربوط به نهادهای امنیتی. سایر وظایف شامل برنامه‌ریزی بلندمدت رویکردهای امنیتی و حفظ روابط همکاری و هماهنگی با عناصر امنیت ملی کشورهای منتخب است. شورای امنیت ملی همچنین ارتباطات دیپلماتیک سطح بالا با قدرت‌های جهانی را حفظ می‌کند.

## ساختار
شورای امنیت ملی بخشی از دفتر نخست‌وزیر است و مستقیماً در مورد مسائل مربوط به امنیت ملی به او گزارش می‌دهد.
این شورا شامل سه بخش است: سیاست امنیتی، سیاست خارجی و دفتر مبارزه با تروریسم. این شورا دو مشاور دارد: حقوقی و اقتصادی.
از پایان دسامبر ۲۰۰۶، دفتر رئیس شورای امنیت ملی و کارکنان بخش سیاست خارجی، بخش امنیتی و مشاور حقوقی در ساختمان نخست‌وزیر در اورشلیم مستقر شده‌اند. کارکنان باقی‌مانده شورای امنیت ملی و دفتر مرکزی دفتر مبارزه با تروریسم در تأسیسات شورای امنیت ملی در رامات هشارون مستقر هستند.
کار این شورا محرمانه تلقی می‌شود و دور از چشم عموم انجام می‌شود. اختیارات آن مبهم است و نخست‌وزیر موظف به پذیرش توصیه‌های آن نیست، برخلاف مثلاً توصیه‌های دادستان کل.

## بخش سیاست خارجی
بخش سیاست خارجی شورای امنیت ملی اسرائیل مسئول برنامه‌ریزی، یکپارچه‌سازی و هماهنگی سیاست‌ها در مورد مسائل مهم امنیت ملی است. نقش‌های این بخش:
- تدوین ارزیابی‌های وضعیت سیاسی
- تدوین توصیه‌هایی برای سیاست‌های اسرائیل
- انجام گفتگوهای استراتژیک با شوراهای امنیت ملی کشورهای پیشرو